# Mạy châu
Mạy châu (danh pháp khoa học: Carya tonkinensis), tên gọi khác: Hồ đào Bắc bộ, Hạnh đào bắc là một loài thực vật có hoa trong họ Juglandaceae. Loài này được Lecomte mô tả khoa học đầu tiên năm 1921. Cây gỗ nhỡ, rụng lá vào mùa đông, phân bổ ở đai cao 600-1.200m, ưa sáng. Thường gặp trong rừng á nhiệt đới thường xanh, rừng thứ sinh hoặc rừng phục hồi sau nương rẫy.